# Sernovódskoie (Stàvropol)
|  | Per a altres significats, vegeu «Sernovódskoie». |

Sernovódskoie (en rus: Серноводское) és un poble del krai de Stàvropol, a Rússia, que en el cens del 2010 tenia 1.422 habitants. Pertany al districte rural de Kurskaia.